# Doppelbauer (Schach)
Doppelbauer ist im Schach die Bezeichnung für zwei Bauern einer Partei, die sich auf derselben Linie befinden, also hintereinander und nicht – wie in der Grundstellung – nebeneinander. Diese Situation kann nur dadurch zustande kommen, dass ein Bauer einen Stein auf dieser Linie geschlagen hat.
Stehen auf dem Doppelbauern rechts und links benachbarten Linien keine Bauern derselben Partei, spricht man von isolierten Doppelbauern. Sollte noch ein weiterer Bauer auf die entsprechende Linie gelangen, so wird dies Tripelbauer genannt. Die Steigerung bei zwei weiteren Bauern wäre der Quadrupelbauer.
Doppelbauern leiden in der Regel unter einer gewissen Schwäche, denn sie behindern sich gegenseitig beim Vormarsch. Besonders die isolierten Doppelbauern können im Endspiel leicht angegriffen und erobert werden, da sie nicht von Bauern gedeckt werden können.  Andererseits können Doppelbauern, wenn sie in ihrer Position verharren, auch stark sein, indem sie bestimmte Felder kontrollieren. Deswegen nennt man sie auch dynamisch schwach und statisch stark (Aaron Nimzowitsch).
Hans Kmoch unterschied noch weiter zwischen echten und unechten Doppelbauern. Beim unechten Doppelbauern kann der Gegner seine Entdoppelung nicht verhindern, während es beim echten Doppelbauern keinerlei Gewähr für die Entdoppelung gibt.
|   | a | b | c | d | e | f | g | h |   |
| 8 |   |   |   |   |   |   |   |   | 8 |
| 7 |   |   |   |   |   |   |   |   | 7 |
| 6 |   |   |   |   |   |   |   |   | 6 |
| 5 |   |   |   |   |   |   |   |   | 5 |
| 4 |   |   |   |   |   |   |   |   | 4 |
| 3 |   |   |   |   |   |   |   |   | 3 |
| 2 |   |   |   |   |   |   |   |   | 2 |
| 1 |   |   |   |   |   |   |   |   | 1 |
|   | a | b | c | d | e | f | g | h |   |

Typische Bauernstruktur in der Spanischen Partie. Schwarz hat soeben mit dxc6 geschlagen und dadurch einen Doppelbauern erhalten.
Die Beurteilung, ob ein Doppelbauer stark oder schwach ist, lässt sich nicht pauschal beantworten. In der heutigen Schachpraxis lassen Meister in allen möglichen Positionen die Entstehung von Doppelbauern zu, da sie durch Erfahrung oftmals wissen, dass die Schwächen der Bauern vom Gegner in diesen Fällen nicht ausgenutzt werden können. Oft nehmen sie auch die Schwäche des Doppelbauers bewusst in Kauf, um sich einen anderen strategischen Vorteil zu erkaufen.
So werden in vielen Eröffnungssystemen Doppelbauern zugelassen, um im Gegenzug gewisse Zugeständnisse vom Gegner zu erhalten. In dieser Hinsicht typische Eröffnungen sind beispielsweise die Nimzowitsch-Indische Verteidigung, die Winawer-Variante der Französischen Verteidigung und die Abtauschvariante der Spanischen Partie. In allen drei Beispielen tauscht ein Spieler einen Läufer gegen einen Springer. Der andere schlägt mit einem Bauern zurück und erhält dadurch einen Doppelbauer. Dieser Spieler hat dann als Kompensation für die vermeintliche Schwäche des Doppelbauern das Läuferpaar, sowie gelegentlich geöffnete Linien und Diagonalen (siehe Diagramm): Neben dem Läuferpaar bekommt Schwarz hier als Kompensation die Öffnung einer wichtigen Linie und einer wichtigen Diagonale. Da die Bauernformation a6–b7–c7–c6 als sehr robust gilt, ist der Doppelbauer auf der c-Linie in dieser Stellung – wenn überhaupt – ein eher geringer strategischer Nachteil.
Asymmetrien wie diese, die durch die Bildung von Doppelbauern entstehen, können dafür sorgen, dass sich ein interessanter strategischer Kampf  im Mittelspiel ergibt.

## Beispiele
|   | a | b | c | d | e | f | g | h |   |
| 8 |   |   |   |   |   |   |   |   | 8 |
| 7 |   |   |   |   |   |   |   |   | 7 |
| 6 |   |   |   |   |   |   |   |   | 6 |
| 5 |   |   |   |   |   |   |   |   | 5 |
| 4 |   |   |   |   |   |   |   |   | 4 |
| 3 |   |   |   |   |   |   |   |   | 3 |
| 2 |   |   |   |   |   |   |   |   | 2 |
| 1 |   |   |   |   |   |   |   |   | 1 |
|   | a | b | c | d | e | f | g | h |   |

Stellung nach 17. g2xf3
Das Beispieldiagramm zeigt eine Stellung aus der Partie Swidler gegen Kramnik, gespielt bei der Russischen Meisterschaft 2005. Swidler hat einen Doppelbauern auf der c-Linie und einen isolierten Doppelbauern auf der f-Linie. Bemerkenswert ist Swidlers letztgespielter Zug 17. g2xf3, mit dem er freiwillig die Schwächung seiner Bauernstruktur zuließ (es folgte zuvor der Abtausch der weißfeldrigen Läufer mittels 16. … Lb7xf3), zumal er mit seinem Springer h2 auf f3 hätte zurücknehmen können. Die besondere Charakteristik dieser Stellung mit heterogenen, also entgegengesetzten Rochaden begünstigt diese Entscheidung. Weiß öffnet die g-Linie für den Turm auf d1 und plant einen Angriff auf den schwarzen König mit den weiteren Zügen Td1–g1, h5–h6 und Sh2–g4. Die Doppelbauern spielten im weiteren Verlauf eine untergeordnete Rolle und Swidler gewann die Partie im Endspiel als Folge des Druckspiels am Königsflügel.
Eine Ausnutzung des gegnerischen Doppelbauern im Endspiel zeigt die Partie Cohn-Rubinstein, gespielt in St. Petersburg, 1909.